# Daniela Serrano
Daniela Andrea Serrano Salazar (17 de marzo de 1995) es estudiante de Derecho y política chilena, miembro del Partido Comunista (PCCh). Se desempeñó como presidenta de las Juventudes de ese partido entre 2021 y 2025. En las elecciones parlamentarias de 2021, fue elegida como diputada de la República en representación del distrito n.º 12 (correspondiente a las comunas de La Florida, La Pintana, Pirque, Puente Alto y San José de Maipo), por el periodo legislativo 2022-2026.
Con estudios en la Universidad de Chile, fue dirigente estudiantil durante su paso por dicha universidad.

## Biografía
Fue dirigente estudiantil en 2011 como presidenta del Liceo N.º 1 de Niñas, y encargada territorial de las Juventudes en 2017, después cumpliendo responsabilidades internas en el Regional de la Universidad de Chile en 2018, y ahora integra la dirección del ala juvenil del PC, elegida con total paridad.
Daniela Serrano Salazar es presidenta de las Juventudes Comunistas de Chile; está desde 2010 militando en las JJ.CC, en donde ha cumplido con diversas responsabilidades internas, desde integrar el Comité Central de las JJ.CC. el 2015, y el Comité Central del Partido Comunista el 2020. 
En 2021 fue electa electa presidenta de las Juventudes Comunistas.

## Trayectoria política
Para las elecciones parlamentarias de 2021, se anunció que sería candidata a diputada por el distrito 12, cubriendo el cupo de Camila Vallejo quien no presentó candidatura para una reelección. En los comicios, realizados el 21 de noviembre, Serrano resultó elegida con el 3,75% de los votos.